# Viðarlundin í Trongisvági

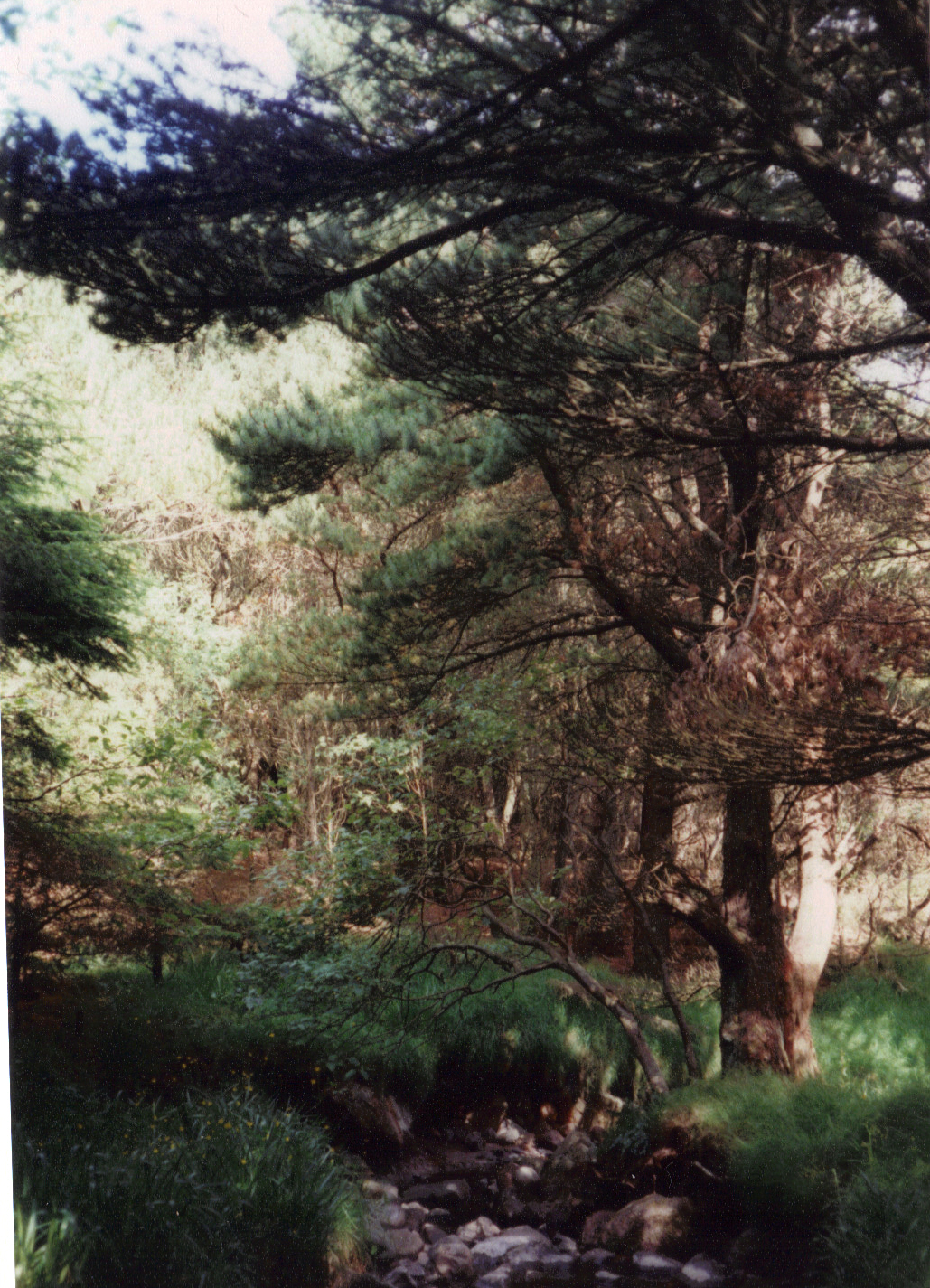
Nadelbäume im Viðarlundin í Trongisvági

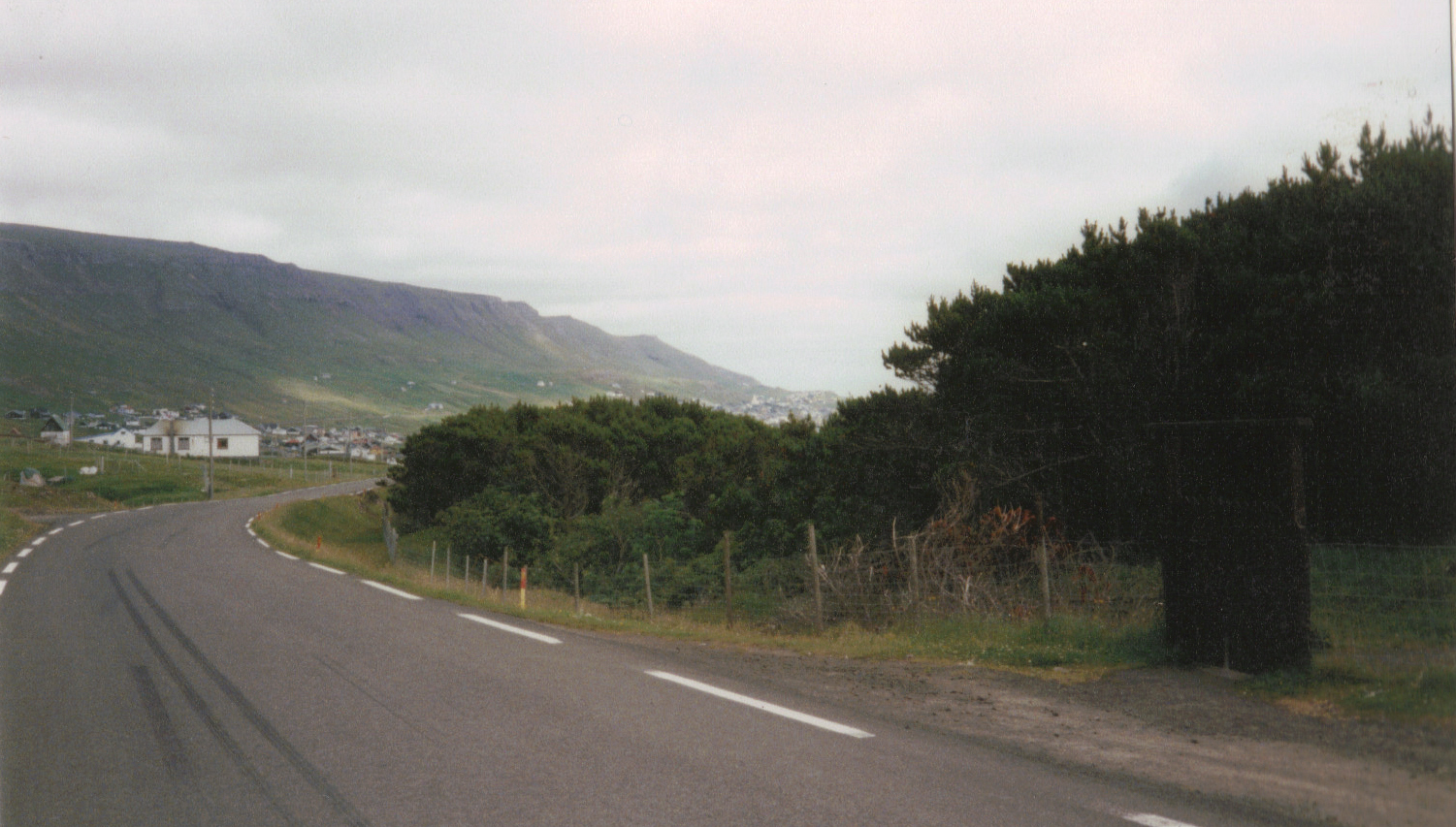
Eingang an der Bundesstraße 29

Viðarlundin í Trongisvági ist ein Wald in der Nähe des Dorfes Trongisvágur auf der färöischen Insel Suðuroy. Er besteht hauptsächlich aus Fichten, Kiefer und Eschen und befindet sich ca. 1 km westlich des Ortes an der Bundesstraße 29 nach Hvalba. Das färöische Wort viðarlund bedeutet wörtlich „Gehölz“ und bezeichnet eine Parkanlage oder einen Wald auf den Färöern, von deren Fläche nur 0,06 % bewaldet sind.
Der Wald Viðarlundin í Trongisvági dehnt sich auf zwei sehr unterschiedlich großen Grundstücken aus. Das größere von beiden, Flur 152, ist im Besitz der Gemeinde Tvøroyri (Tvøroyrar kommuna) und reicht von der Bundesstraße 29 im Norden beiderseits des Baches Rangá bis zu der Við Rangá genannten Gemeindestraße im Süden. Zwischen der Bundesstraße und dem Rangá ist das Grundstück mit Bäumen bewachsen, die ab Mitte der 1960er Jahre gepflanzt wurden und eine Fläche von 28.700 m² bedecken. Durch diesen Teil des Waldes fließt ein kleiner Seitenarm des Rangá. Zwischen dem Rangá und der Gemeindestraße wurde nach 2003 mit der Bepflanzung begonnen.
Ein Teil des Waldes befindet sich südlich des Rangá auf dem Grundstück Flur 122c, das die Forstbehörde (Skógfriðingarnevndin) der Färöer 1974 zur Erweiterung des Waldes käuflich erwarb und mit Bäumen bepflanzen ließ. Dieser Teil des Viðarlundin í Trongisvági ist 1.793 m² groß.
Mit einer Gesamtfläche von (2003) 30.493 m² ist der Viðarlundin í Trongisvági der größte Wald der Insel Suðuroy und einer der größten Wälder bzw. Parks der gesamten Färöer überhaupt.
Der Viðarlundin í Trongisvági ist als einer der größten Wälder der Färöer eine besondere Sehenswürdigkeit der Gemeinde Trongisvágur und der gesamten Insel Suðuroy. Für die Bewohner der nahegelegenen Stadt Tvøroyri ist er mit seinem Grillplatz am Bach Stórá ein beliebtes Naherholungsziel. Wie alle Wälder bzw. Parkanlagen der Färöer außerhalb der Hauptstadt Tórshavn ist auch der Viðarlundin í Trongisvági eingezäunt, um die Bäume vor Nahrung suchenden Schafen zu schützen. Er hat mehrere Eingänge und wird von befestigten Spazierwegen mit Ruhebänken durchzogen. Nach 2003 wurde er über den Bach Stórá hinaus erheblich nach Süden hin bis zu der Straße Við Rangá erweitert, so dass seine Fläche um 13.000 m² auf 43.393 m² zunahm. Das neu zu bepflanzende Gebiet befindet sich an einem zum Bach hin abfallenden Hang. Von der neu errichteten Holzbrücke über den Stórá wurde ein breiter Fahrweg mit S-förmigem Verlauf bis zu dem neuen Eingangstor im Süden an der genannten Straße angelegt. 2014 kaufte die Gemeinde Tvøroyri (Tvøroyrar kommuna) ein Grundstück westlich des bestehenden Waldes und nördlich des Baches Stórá, um den Wald weiter vergrößern zu können.
Die Färöer sind mit ihrem feuchten kühlen Klima und der salzhaltigen Luft für das Gedeihen von Bäumen denkbar ungeeignet, denn die Bodenkrume ist relativ dünn und bietet Baumwurzeln wenig Halt. Nicht selten weht starker Wind, der Bäume entwurzeln kann, und es kommt vor, dass die Bäume in einem milden Januar oder Februar ausschlagen und im Frühjahr durch plötzlich einbrechenden Frost überrascht werden.

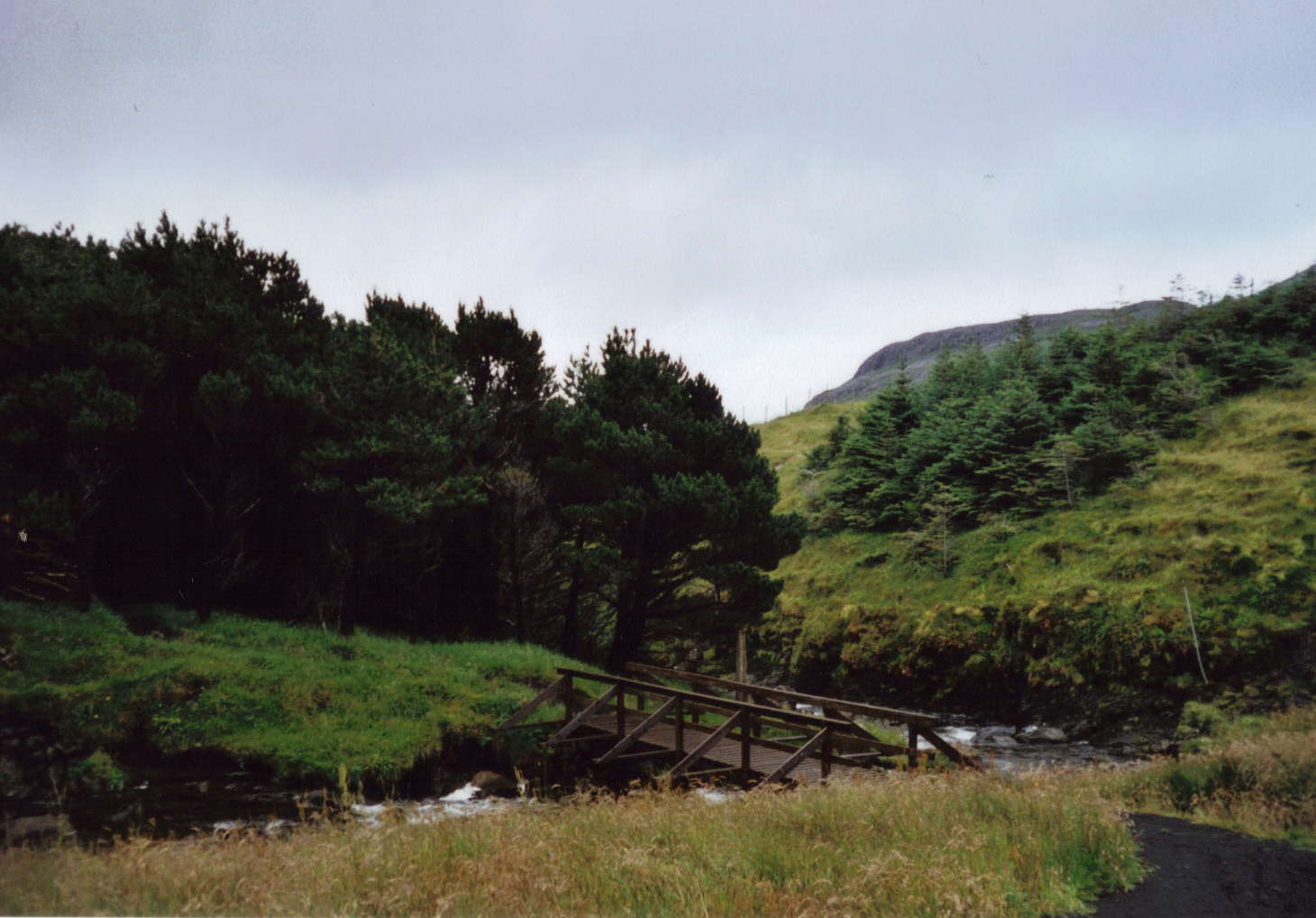
Blick nach Norden mit Brücke über den Stórá
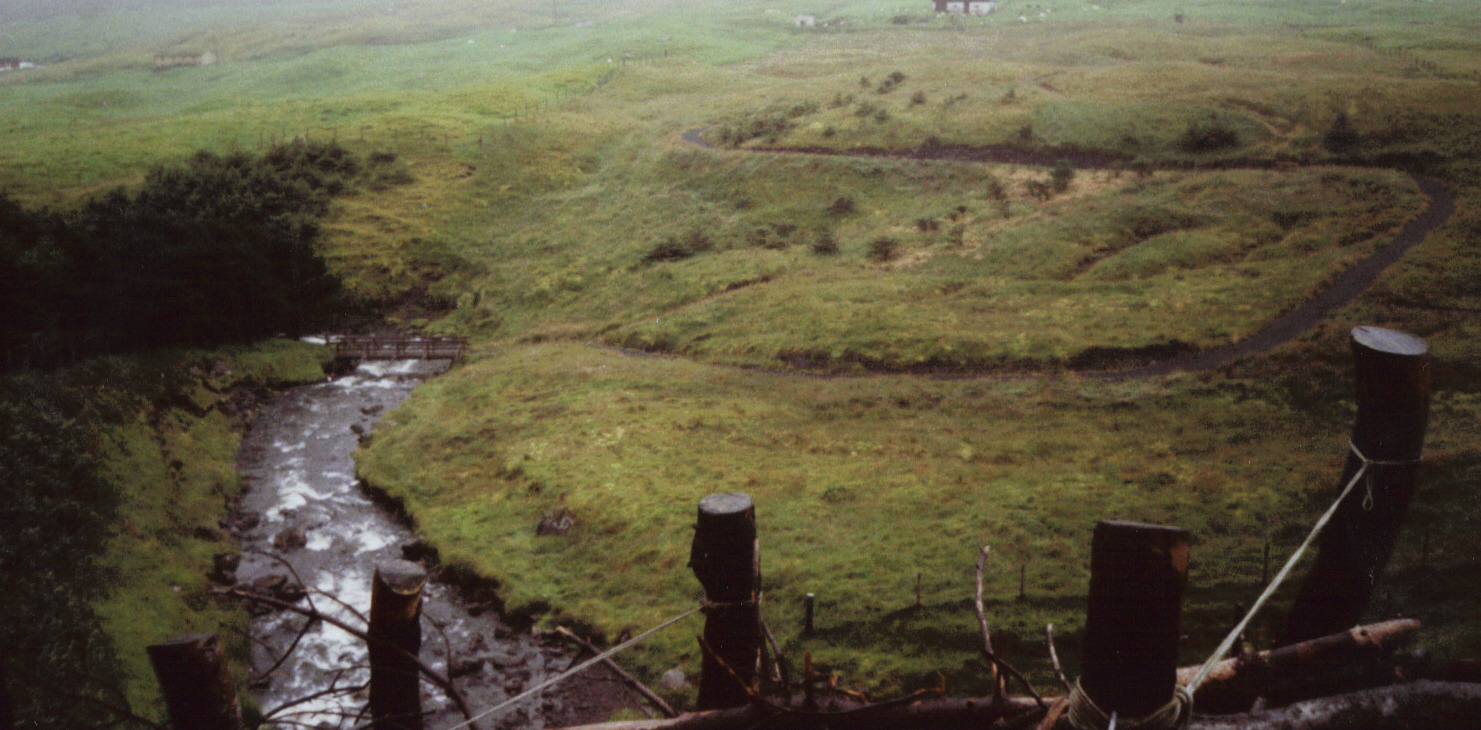
Erweiterung südlich des Stórá
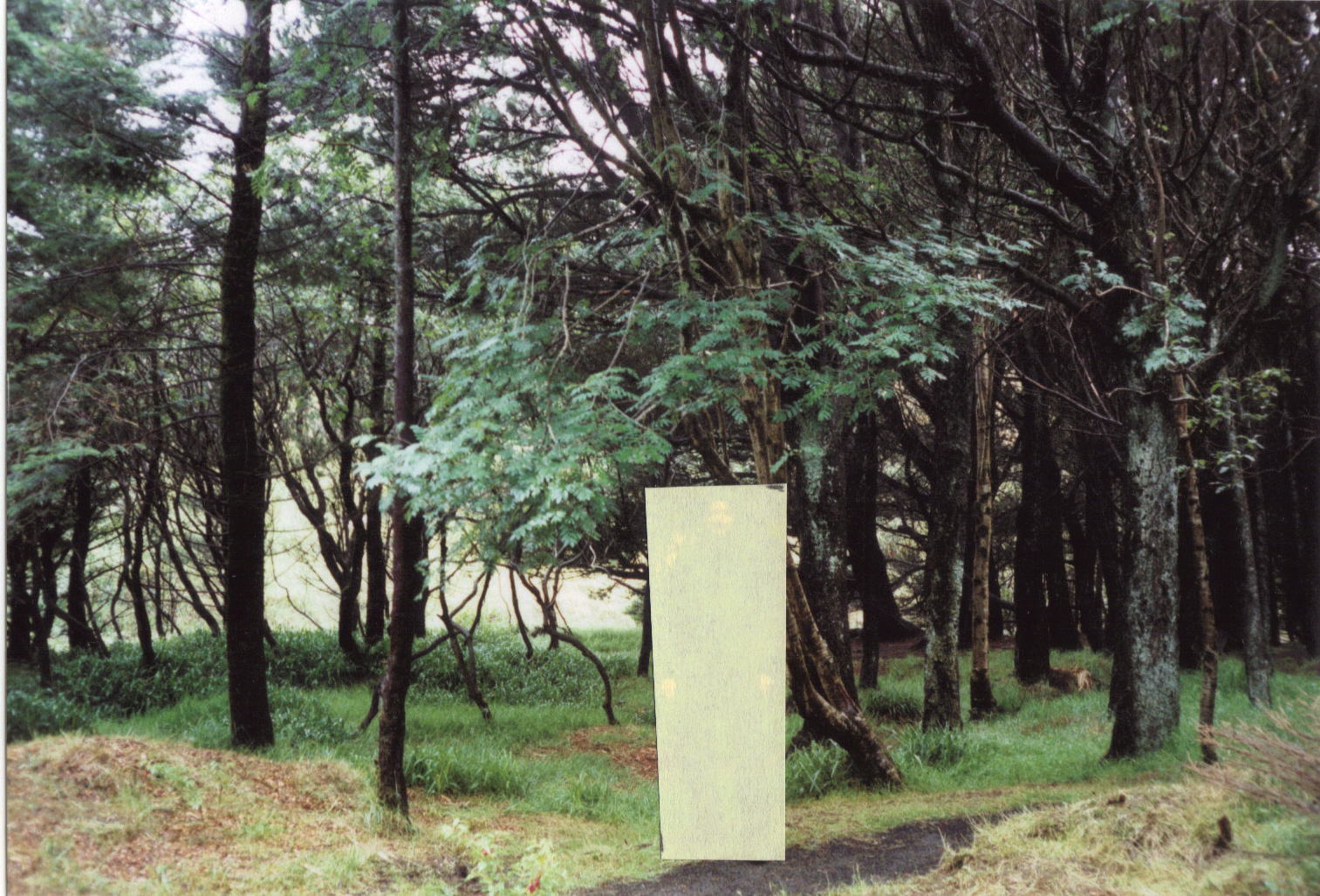
Laubbäume im Viðarlundin í Trongisvági
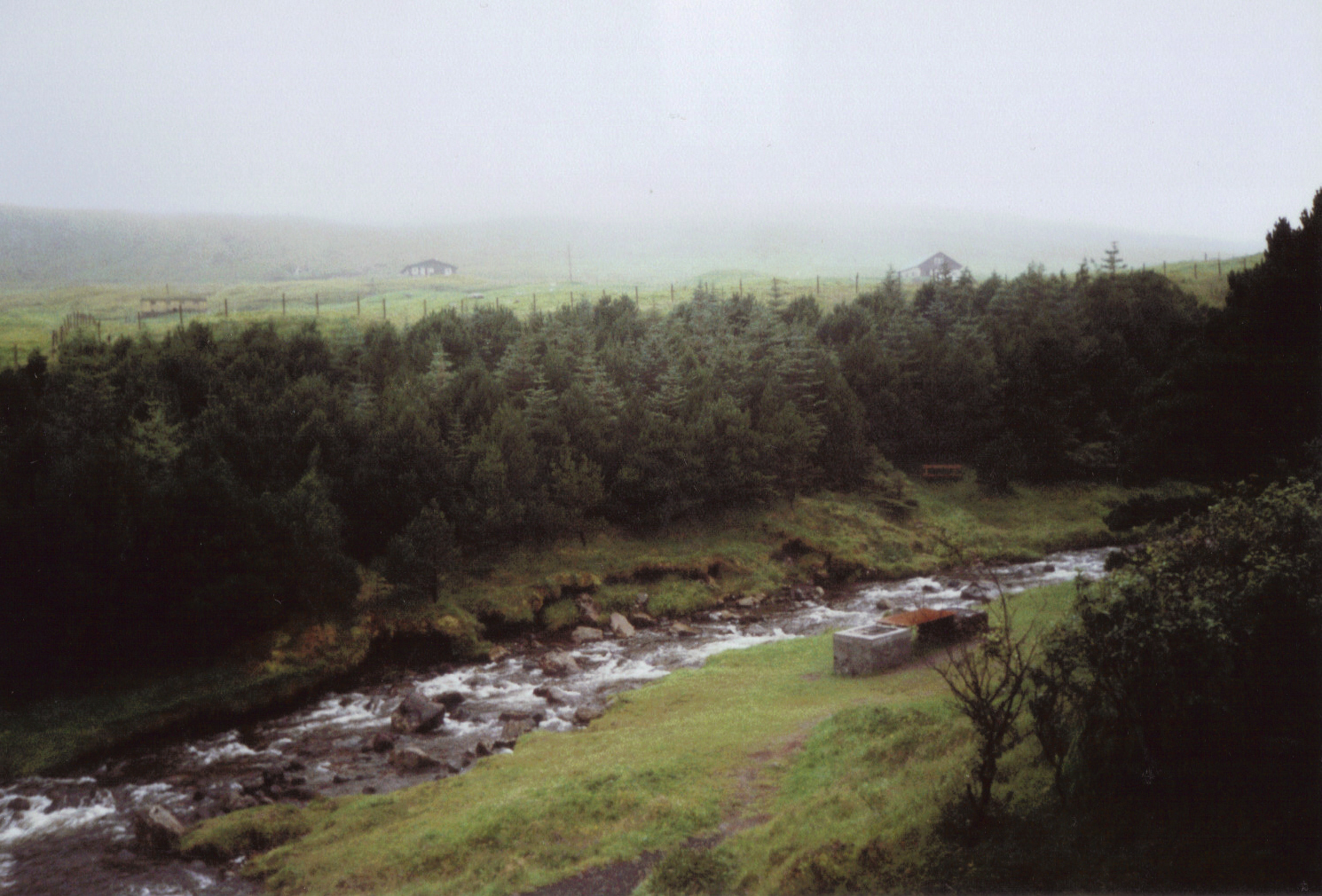
Grillplatz am Stórá
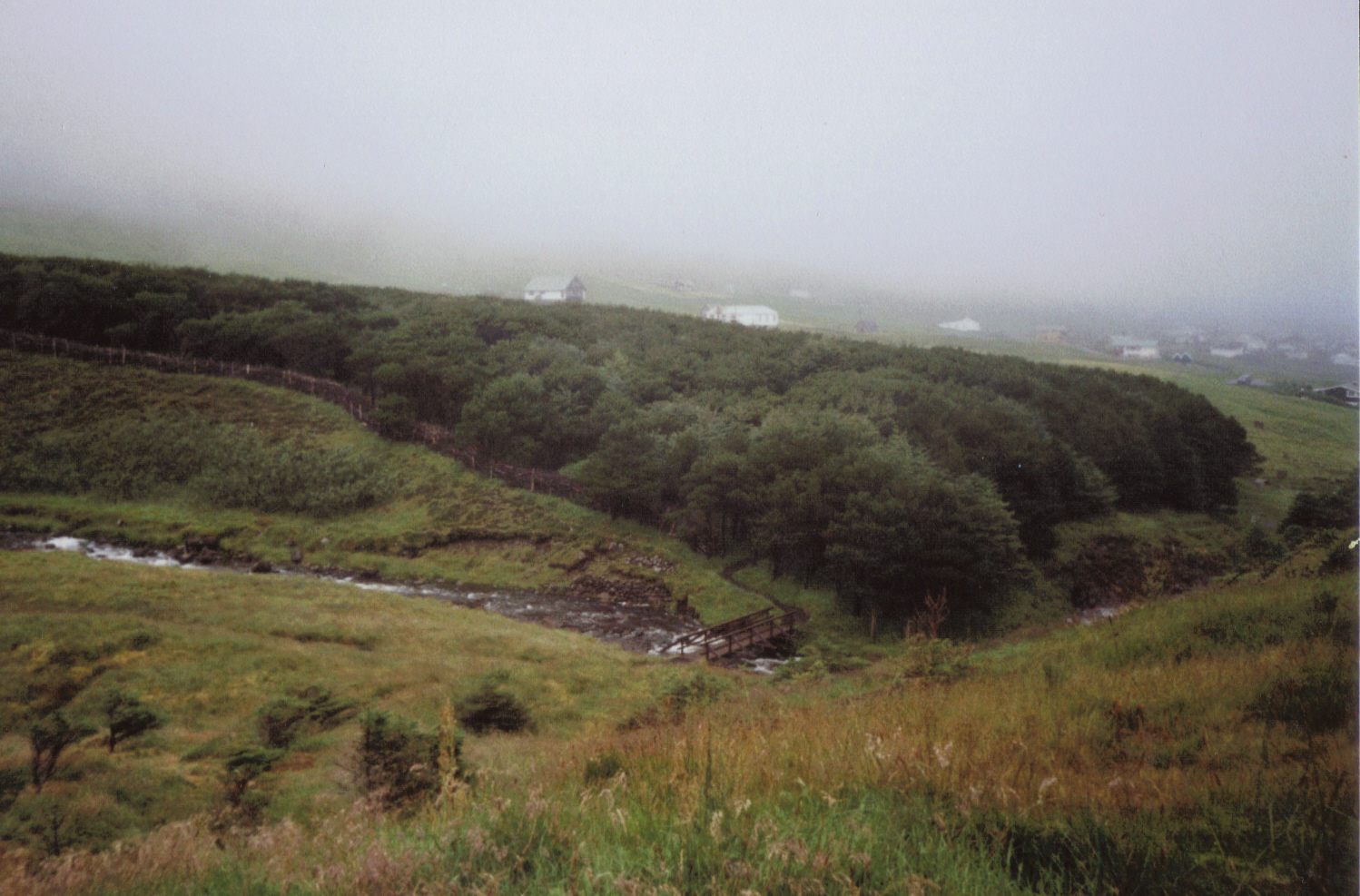
Blick zum älteren Teil des Waldes von Süden
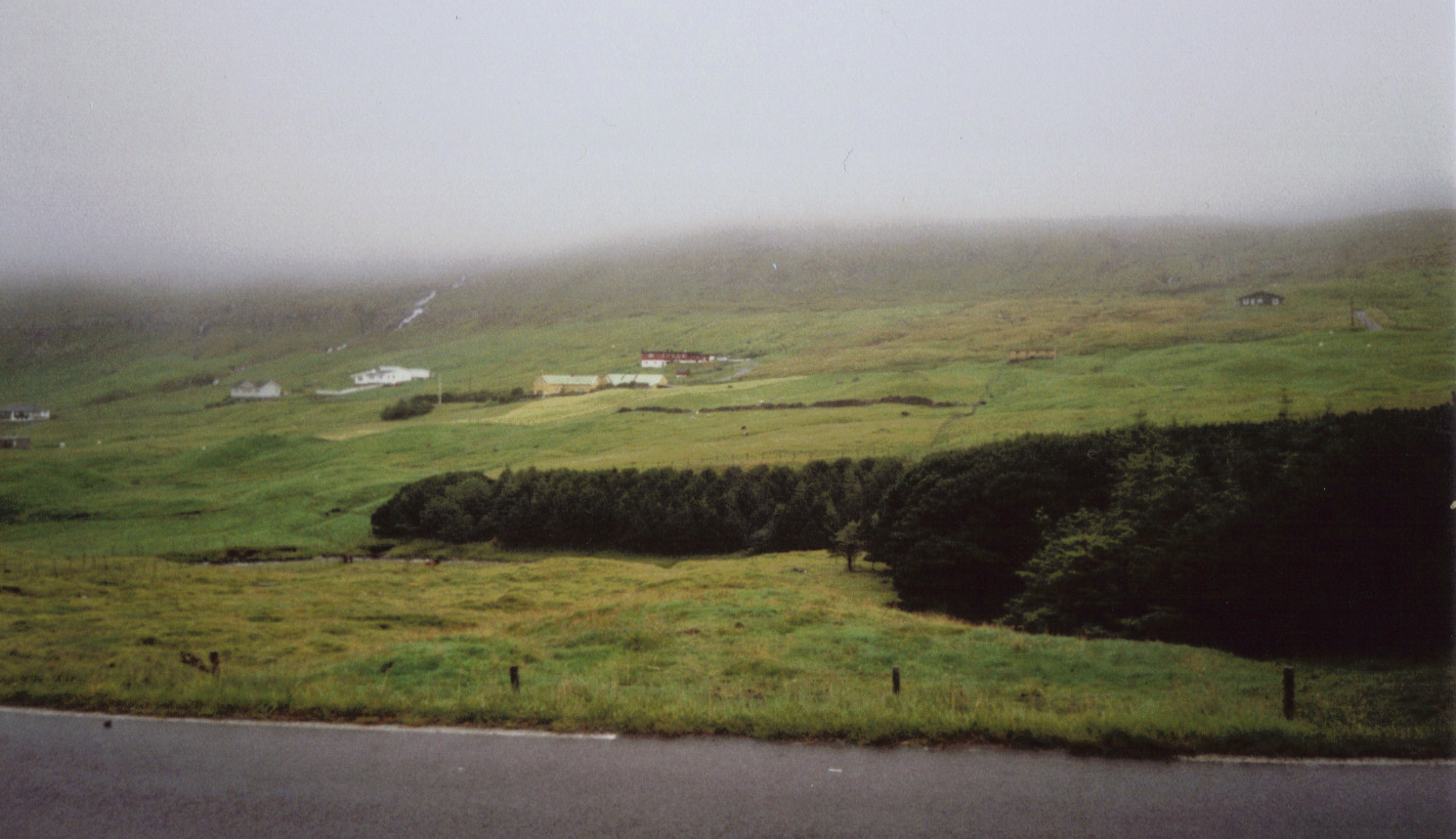
Blick von der Bundesstraße nach Süden